# علي قراقع
علي خالد علي قراقع ناشط وفنان ساخر، اشتهر ببرنامجه «على بلاطة» الساخر على مواقع التواصل الاجتماعي، لاجئ فلسطيني من قرية علار جنوب غرب القدس المحتلة .

## طفولته
ولد في مدينة بيت لحم، ويقيم بمخيم بيت جبرين، حيث ترعرع هناك، درس في مدرسة ذكور الدهيشة التابعة لوكالة غوث اللاجئين الفلسطينيين، فكانت حياته تتنقل بين مخيم بيت جبرين ومخيم الدهيشة، وفي سن مبكرة اكتشف موهبة الرسم لديه، فبدأ بتطويرها شيئاً فشيئاً من خلال أصدقاء له وفنانين فلسطينيين، فكان بادئ نتاجه في الرسم بألوان مختلفة، حيث شارك في معارض محلية ودولية، وكانت الكثير من لوحاته تتحدث عن الواقع الفلسطيني .

## حياته ودراسته
في عام 2008 أنهى علي قراقع المدرسة بمعدّل جيد جداً، إلا أنه لم يتمكن من الالتحاق للدراسة في الجامعة لأسباب مادّية ولعدم وجود فرصة مناسبة له لدراسة أحد التخصصات حيث كان يرغب بدراسة الفنون ولم يتحقق ذلك.
في العام 2009 التحق علي قراقع بجامعة بيت لحم لدراسة أدب اللغة العربية وتخصص فرعي صحافة وإعلام، وفي 2010 كانت أول تجربة لعلي كمذيع ومحرر للأخبار في راديو بيت لحم، وفي بداية العام 2012 انتقل للعمل في شبكة فلسطين الإخبارية PNN كمحرر ومذيع للأخبار، واستمر العمل لفترة قصيرة.
وفي نفس العام 2012 بدأ قراقع بانتاج مقاطع ساخرة قصيرة عبر موقع كيك العالمي حيث مدة المقطع 36 ثانية، ويعنون المقطع بكلمة قصف ويتناول نقداً ساخراً لشخصيات وقضايا فلسطينية آنيّة، لكنها كانت بشكل متقطع بسبب ضعف الإمكانيات، وما زال ينتج هذه المقاطع بشكل شبه يومي، باستخدام كاميرا هاتفه النقّال.
في العام 2013 انهى قراقع دراسته في الجامعة، ولم يحصل على فرصة عمل لذا أقام مشروعاً خاصاً في المخيّم وهو عبارة عن محلٍّ صغير لبيع المنظفات ولواحقها.

## منعه من السفر
منع جهاز المخابرات الفلسطيني الصحافي والمدون الساخر، علي قراقع (25 عاما) من السفر إلى الأردن، يوم الأربعاء 29 أكتوبر/تشرين الأول 2014، بعد أن تقدم قراقع إلى الموظف المسؤول للختم على جواز سفره على استراحة أريحا، وهي المحطة التي تسبق المحطة الإسرائيلية في فحص جوازات سفر وهويات المغادرين من الضفة الغربية إلى الأردن. وخضع قراقع لتحقيق مختصر من قبل جهاز المخابرات الفلسطينية، الذين سألوه عن كلمة السر لحسابه على موقع «فيسبوك»، وقد رفض إعطاءهم إياها، ثم سلموه كتابا لمراجعة المخابرات الفلسطينية يوم 2 نوفمبر/تشرين الثاني.